# Championnat de Malte de football 1928-1929
Navigation
Saison précédente Saison suivante
La saison 1928-1929 de First Division Maltaise est la dix-huitième édition de la première division maltaise.
Lors de cette saison, le Floriana FC a conservé son titre de champion face aux deux meilleurs clubs maltais lors d'une série de matchs se déroulant sur toute l'année.
Les trois clubs participants au championnat ont été confrontés à deux reprises aux deux autres.
Le Floriana FC a été sacré champion de Malte pour la neuvième fois.

## Les trois clubs participants
| Club                | Stade            | Capacité | Ville      |
| ------------------- | ---------------- | -------- | ---------- |
| Floriana FC         | -                | -        | Floriana   |
| Sliema Wanderers FC | Guze Fava Ground | 4 000    | Sliema     |
| Valletta United     | -                | -        | La Valette |

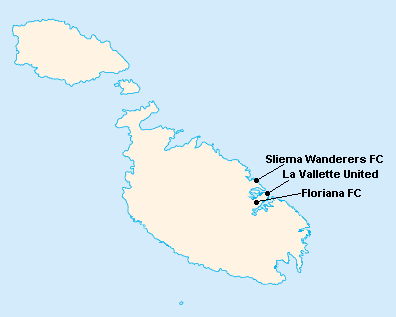
Localisation des clubs engagés dans le championnat.

L'île de Malte étant relativement petite, les clubs évoluent tous au stade National Ta'Qali (17 400 places). Certain cependant ont leur propre enceinte qu'ils peuvent éventuellement utiliser.

## Compétition

### Classement
| Rang | Équipe              | Pts | J | G | N | P | Bp | Bc | Diff |
| ---- | ------------------- | --- | - | - | - | - | -- | -- | ---- |
| 1    | Floriana FC (T)     | 7   | 4 | 3 | 1 | 0 | 9  | 4  | +5   |
| 2    | Sliema Wanderers FC | 4   | 4 | 1 | 2 | 1 | 5  | 6  | -1   |
| 3    | Valletta United     | 1   | 4 | 0 | 1 | 3 | 1  | 5  | -4   |

| Légende : Qualifications et relégations | Légende : Qualifications et relégations |
| --------------------------------------- | --------------------------------------- |
|                                         | (T) : Tenant du titre 1927-1928         |

## Bilan de la saison
| Tableau d'Honneur       |             |
| Compétition             | Vainqueur   |
| First Division Maltaise | Floriana FC |

| Promotions et relégations            |                                             |
| Relégués en Second Division Maltaise | Aucun                                       |
| Promus de Second Division Maltaise   | St. George's FC Sliema Rangers Cottonera FC |